# 曲毛赤车
曲毛赤车（学名：Pellionia retrohispida），为荨麻科赤车属下的一个植物种。